# 루구스

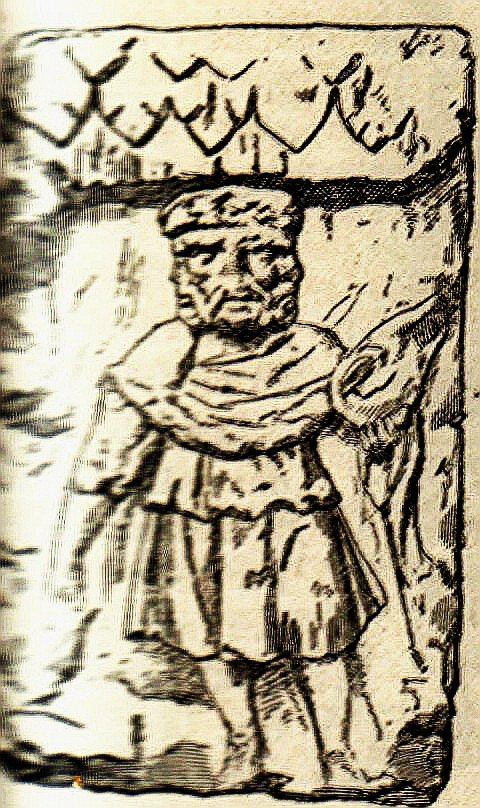
프랑스 파리에서 발굴된 머리 셋 달린 켈트 남신상. 메르쿠리우스(= 루구스)로 해석된다.

루구스(라틴어: Lugus)는 켈트 만신전 중 한 위를 차지하는 신격이다. 그 이름이 직접 새겨진 명문은 찾기 힘들지만 지명 등에 남은 어원을 추적할 수 있다. 갈로로마인 문화에서 루구스는 로마의 메르쿠리우스와 동일시되었다. 웨일스 신화의 러이 라우 거페스와 아일랜드 신화의 루 라와더는 이 루구스가 중세에 인간으로 격하되어 기록된 것이다.

## 같이 보기
- 러이 라우 거페스
- 루 라바다
- 오딘
- 메르쿠리우스
- 헤르메스
- 판 (신화)
- 푸샨
- 미트라
- 아폴론
- 그란노스
- 미네르바
- 솔 (로마 신화)
- 솔 인빅투스
- 헬리오스
- 수리야
- 태양신
- 트리무르티